# Kalisizo
Kalisizo – miasto w Ugandzie, w dystrykcie Kyotera.